# Onobrychis iranshahrii
Onobrychis iranshahrii är en ärtväxtart som beskrevs av Karl Heinz Rechinger. Onobrychis iranshahrii ingår i släktet esparsetter, och familjen ärtväxter. Inga underarter finns listade i Catalogue of Life.